# Full Sutton
Full Sutton – wieś w Anglii, w hrabstwie East Riding of Yorkshire. Leży 45 km na północny zachód od miasta Hull i 280 km na północ od Londynu. W 2001 miejscowość liczyła 977 mieszkańców.